# Campionati asiatici di lotta 1987
I Campionati asiatici di lotta 1987 sono stati la 4ª edizione della manifestazione continentale organizzata dalla FILA. Si sono svolti dal 13 al 17 ottobre 1983 a Mumbai, in India.

## Podi

### Lotta libera maschile
| Evento | Oro                | Argento           | Bronzo                |
| 48 kg  | Kim Sun-chol       | Rajesh Kumar      | Lee Sang-ho           |
| 52 kg  | Bong Hong-il       | Isao Okiyama      | Jaghub Nadżafi        |
| 57 kg  | Gwon O-young       | Muhammad Azeem    | Mohammad Zolfaghari   |
| 62 kg  | Takumi Adachi      | Ko Young-ho       | Hamid Ghafurijan      |
| 68 kg  | Yoshihiko Hara     | Satyawan          | Kim Soo-hwan          |
| 74 kg  | Ajatollah Wagozari | Raj Kumar         | Yun Gyeong-jae        |
| 82 kg  | Hossein Mohebbi    | Atsushi Itō       | Mohammed Abdul-Sattar |
| 90 kg  | Hassan Mohebbi     | Yoshitaka Arimoto | Abdul Majeed Maruwala |
| 100 kg | Subhash Verma      | Hong Chol-ho      | Mehdi Mohebbi         |
| 130 kg | Ali Reza Solejmani | Gurmukh Singh     | Hidenori Nara         |

### Lotta greco romana
| Evento | Oro             | Argento          | Bronzo          |
| 48 kg  | Gwon Deog-yong  | Mohsen Taheri    | Yasuichi Ebina  |
| 52 kg  | Ahad Pazadż     | Ashok Kumar Garg | Lee Sang-ho     |
| 57 kg  | Isao Kawamoto   | Kim Jin-won      | Faisal Ghazi    |
| 62 kg  | Kim Seong-min   | Taizō Deguchi    | Gian Singh      |
| 68 kg  | Lee Sam-sung    | Hamid Rahimi     | Yasushi Miyake  |
| 74 kg  | Hiromichi Itō   | Musa Tabatabaji  | Dinesh Kumar    |
| 82 kg  | Kim Sang-kyu    | Nozomi Kobayashi | Naser Chalili   |
| 90 kg  | Tōru Higashide  | Hassan Babak     | Bhim Singh      |
| 100 kg | Mohammad Naderi | Malkhan Singh    | Masahiko Fukube |
| 130 kg | Farhan Jassim   | Ram Asre         | Non assegnato   |